# Rainbows (песня Alice Nine)
«Rainbows» — песня, являющаяся тринадцатым синглом японской группы Alice Nine. Его выпустили 6 августа 2008 года в трёх различных версиях. Каждая версия содержит что-то отличительное, то, чего нет в другой версии.

## Позиция в чартах
В Японии песня попала на #3 место в чарте Oricon, и за первый день было продано 3500 экземпляров, что является рекордом для группы. В еженедельном чарте Oricon песня заняла #6 позицию, и было продано в общей сложности 15 921 копия за неделю.

## История создания

### RAINBOWS
Заглавная песня была придумана басистом группы Сага в период, когда участники группы сочиняли песни без особого мотива. Ранняя версия песни Rainbows была выбрана из 17 песен этого периода.

## Список композиций
Первая версия (CD и буклет)
1. «RAINBOWS.»
2. «Strawberry Fuzz» |ストロベリー ファズ

- 40-страничный буклет в футляре.

Вторая версия (CD и DVD) (Ограниченное издание)
1. «RAINBOWS.»
2. «Strawberry Fuzz» ストロベリー ファズ

- «Rainbows» Клип

Третья версия (только CD)
1. «RAINBOWS.»
2. «Strawberry Fuzz» |ストロベリー ファズ
3. «Kochouran» (|胡蝶蘭; Бабочки орхидеи)